# パンギンギ
パンギンギ（英語: Panguingue、発音: [pɑŋˈɡiŋɡi]）は、略してパン（英語: Pan）とも呼ばれる、トランプを使ったアメリカ合衆国のラミー系のゲームであり、賭博である。320枚という非常に多くのカードを使用し、そのルールも普通のラミーとは異なる点が多い。

## 概要
パンギンギは19世紀後半のフィリピンで行われていたことが知られている。フィリピンからアメリカ合衆国西部に伝わったものらしい。
かつてはラスベガスのカジノでもパンギンギを遊ぶことができたが、現在は行われていない。今は主にカリフォルニアの一部で競技されている。フィリピンではすでにパンギンギは廃れている。
一般にラミー系のゲームはカードの枚数が多くなる傾向にあるが、その中でもパンギンギは非常に多くのカードを使用する。320枚という数は、ハンドアンドフットカナスタの270枚よりも多い。
ルールはほかの現在の他のラミーとは大きく異なる。引いたカードは手札に加えられない、自分のメルドにしか追加できない、最後の1枚を捨てても上がりにならないなど、西洋のラミーの元祖であるコンキアンと共通する点が多い。用語もかなり特殊であるが、この記事ではなるべく特殊用語を使用せずに説明する。

## ルール
競技者の人数は特に決まっていない。

### 使用する道具
通常のトランプから数札の8・9・10を抜いた40枚のカードを8組、合計320枚のカードを使う。
カードのランクは K > Q > J > 7 > 6 > 5 > 4 > 3 > 2 > A である。Aが常に低いこと、7とJが連続することに注意。
カード以外にチップを用意する。

### メルド
このゲームの目的は、山札や捨て札から引いてきたカード1枚と手札の一部を組み合わせたメルドをさらすことである。手札10枚と引いてきたカードの合計11枚をすべてさらすことができると上がりになる。
パンギンギでは以下の種類のメルドが認められる。
- ラン - 同じスートの連続したランクのカード3枚。7とJは連続する。Aは2と連続するが、Kとは連続しない。パンギンギの世界ではロープ（rope）と呼ばれる。
- セット - 同じランクのカード3枚。以下の3種類のいずれかでなければならない。
  - ランクがAまたはKの場合、スートは何でもよい。
  - 同じランクのカード3枚すべてのスートが同じ。
  - 同じランクのカード3枚すべてのスートが異なる。

### メルドに追加
すでにさらしたメルドにカードを追加することができる（自分のメルド以外には追加できない）。ランに対しては連続するランクのカードを追加できる。AとKのセットには同じランクのカードを追加できる。それ以外のセットは、もとのスートが同じなら同じスートの同じランクのカードのみを、もとのスートが異なるならば、同じランクの任意のスートのカードを追加できる。
追加する場合は、すでにさらしたメルドの一部のカードを分離して（分離したあとも正しいメルドになっていなければならない）、その分離したカードを使って別のメルドを作ってもよい。

### プレイ
各競技者はカードを引く。一番ランクが低かった競技者が最初のディーラーになる。ディーラーはプレイごとに反時計回りに交代する。
参加者は参加料（アンティ）として1チップを払う。
シャッフルしたカードを適当に2つに分け、片方はプレイに使用しない。
ディーラーは各競技者に10枚の手札を配り、残りは裏が上になるように積んで、山札とする。山札の1番上をめくってその横に置き、これを最初の捨て札とする。
各競技者は自分の手札を見て、ディーラーの右隣から順に出るか降りるかを決める。降りるときには降り賃を支払う（通常は2チップ）。降りた競技者のカードはプレイに使用しない。
ディーラーの右隣からはじめて、各競技者は反時計回りに順に、以下の操作を行う。
1. 山札の一番上、または捨て札の一番上を引いてくる。ただし、引いたカードを手札に加えてはならない。捨て札を取ることができるのは、以下の条件の両方を満たす場合にかぎられる。
  - その捨て札が、直前の競技者が山札から引いてそのまま捨てたカードである[7]
  - その捨て札と手札の一部を使ってメルドが作れるか、またはすでにさらしたメルドに追加できる
2. 引いたカードを使用できる。すなわち、手札の一部と組み合わせてメルドを作ってさらすか、またはすでにさらしたメルドに追加することができる。捨て札を引いた場合にはかならずそれを使用しなければならない。
3. 手札中にあるメルドをいくつでもさらしたり、手札からメルドに追加したりできる。
4. 引いたカードを使用しなかった場合は、それを捨てる。使用した場合は、手札の中の任意の1枚を捨てる。

以下の種類のメルドはコンディション（condition）と呼ばれ、さらした場合に、他の各競技者からチップを受けとる。
1. ヴァリー（valle）、すなわち3・5・7いずれかの3枚組の場合、全部がスペードなら4チップ、スペード以外で同じスートなら2チップ、それ以外は1チップ
2. それ以外の3枚組の場合、全部がスペードなら2チップ、スペード以外で同じスートなら1チップ。
3. A-2-3 または J-Q-K は、スペードならば2チップ、それ以外なら1チップ。

コンディションにカードを1枚追加するたびに同額のチップを受けとる。
すでにさらしたメルドの組み合わせを変えたためにコンディションができた場合にも、同様にチップを受けとる。

### 特殊ルール
捨て札を使って公開ずみのメルドに追加できる場合、その捨て札を使うように他の競技者に要求されたら、そのカードを使わなければならない。要求する競技者はそのカードを捨てた競技者と別人であっても構わない。

### 上がり
引いてきた1枚と手札をすべてさらすと、その競技者が上がりとなり、プレイはそこで終了する。捨て札をすることによって手札の枚数がゼロになっても上がりではないことに注意。
上がった競技者は、自分がさらしたコンディションの点を再び受けとる。それ以外に各競技者から1チップずつを受けとる。その回の参加料や降り賃はすべて上がった競技者のものになる。